# Macrolobium montanum
Macrolobium montanum är en ärtväxtart som beskrevs av Adolpho Ducke. Macrolobium montanum ingår i släktet Macrolobium och familjen ärtväxter.

## Underarter
Arten delas in i följande underarter:
- M. m. montanum
- M. m. potaroanum